# 6.5×25mm CBJ
6.5×25mm CBJ는 스웨덴 쿵스바카에 본사를 둔 스웨덴 무기 개발 회사인 CBJ 테크 AB가 자사의 CBJ-MS 기관단총/개인방어무기를 위해 설계한 화기 탄약통이다.

## 설명
CBJ 테크 AB의 설립자이자 사장인 칼 베르틸 요한손의 이름을 딴 6.5×25mm CBJ는 9mm 파라벨룸과 동일한 기능적 치수를 가지며, 동일한 반동 및 압력을 생성하도록 설계되어 대부분의 9 mm 구경 화기를 간단한 총열 교체만으로 6.5×25mm CBJ로 전환할 수 있다. 또한 6.5×25mm CBJ는 9mm 파라벨룸과 동일한 전체 치수를 가지므로 동일한 탄창에 사용할 수 있다. 표준 탄환의 주요 장전은 총 2.5 g (39 gr)의 사보와 함께 2 g (31 gr), 4 mm (0.16 in) 직경의 텅스텐 운동 에너지 관통자를 발사한다. 120 mm (4.7 in) 총열에서 730 m/s (2,400 ft/s)의 포구속도와 533 J (393 ft·lb)의 총구 에너지를 갖는다. 300 mm (12 in) 총열에서 900 m/s (3,000 ft/s)의 포구속도와 810 J (600 ft·lb)의 총구 에너지를 가지며, 400 m (440 yd)까지 우수한 장갑 관통력을 보인다. 표준 사보 장착 텅스텐 탄환은 300 mm (12 in) 길이 총열에서 발사될 때 9 mm (0.35 in)의 장갑판을 관통하고 6 mm (0.24 in) 직경의 진입 구멍을 남길 수 있다. 동일한 판에 대해 5.56×45mm NATO SS109와 7.62×51mm NATO M80 모두 관통에 실패했다. 300 mm (12 in) 총열에서 텅스텐 사보 장착 탄환은 M4 카빈에서 발사되는 5.56 NATO와 동일한 탄도 특성을 가지며, 300 m (328 yd)에서 578 m/s (1,900 ft/s)의 속도를 가지며 CRISAT 장갑을 관통한다. 6.5×25mm CBJ 황동 재킷 탄환은 5.7 × 28 mm 및 HK 4.6×30mm의 유사 탄환보다 무겁다.
사보 이외에도 여러 가지 다른 6.5×25mm CBJ 전구경 탄환이 있다. 군용 탄환에는 충격 시 탄환의 공동화 가능성을 높이는 "스푼 팁" 장전과 코어 재료가 다른 저렴한 훈련용 버전이 포함된다. 경찰용 탄환에는 50 m (55 yd)까지 CRISAT 장갑을 관통할 수 있는 2.5 g (39 gr) 고에너지 전달 탄환과 최소한의 장벽 관통이 필요한 훈련 및 상황을 위한 프랜지블 탄환이 포함된다. 아음속 철갑탄은 소음기와 함께 사용하기 위해 8 g (120 gr)이다.

## 플랫폼
| 이름                            | 연도        |
| ------------------------------- | ----------- |
| Saab Bofors Dynamics CBJ-MS     | 2000년대 초 |
| Brügger & Thomet MP9            | 2010        |
| 글록 17 리챔버링 키트           |             |
| SIG Sauer SP 2022 리챔버링 키트 |             |
| MP5K 리챔버링 키트              |             |

## 같이 보기
- 탄약통 목록
- 소총 탄약 목록
- 5.7 × 28 mm
- 4.6×30mm
- 6 mm 구경